# Snotneus Ahoy
Snotneus Ahoy was een reeks van hoorspelen op de Nederlandse radio, bedoeld voor kleuters. Als spin-off is onder dezelfde titel ook een boek verschenen.
De serie bestond uit 86 afleveringen welke door de TROS werd uitgezonden. De hoorspelen draaiden om Snuffel de hond, een jongetje genaamd Roy en een lappenpop met de naam Malle Mien. Aan de serie werkten onder meer Marnix Kappers, Burny Bos en Hetty Heyting mee.
De radio-serie was in 1989 de Nederlandse inzending voor de Premio Ondas.